# Hagymásbodon
Hagymásbodon (románul Budiu Mic) falu Romániában Maros megyében. Közigazgatásilag Nyárádkarácson községhez tartozik.

## Fekvése
A falu Marosvásárhelytől 5 km-re délre, Marosszék nyugati részén helyezkedik el, a Nyárádmenti-dombvidéken.

## Története
Első írásos említése 1567-ből származik. Régebben Koronka filiája, 1612-től kéri önállósítását, de csak 1742-ben lesz anyaegyház. A 18. századig fatemploma volt, 1802-ben építenek új kőtemplomot. 1910-ben 342 lakosa volt, ebből 326 magyar és 16 cigány. 2002-ben 442 lakosából 247 roma, 187 magyar és 8 román nemzetiségű volt.

## Híres emberek
- Itt született 1912. július 8-án Nagy Jenő író és könnyűipari szakíró.
- Itt született 1927. február 15-én Tövissi Lajos közgazdász, gazdasági-statisztikai szakíró, egyetemi oktató,

## Galéria

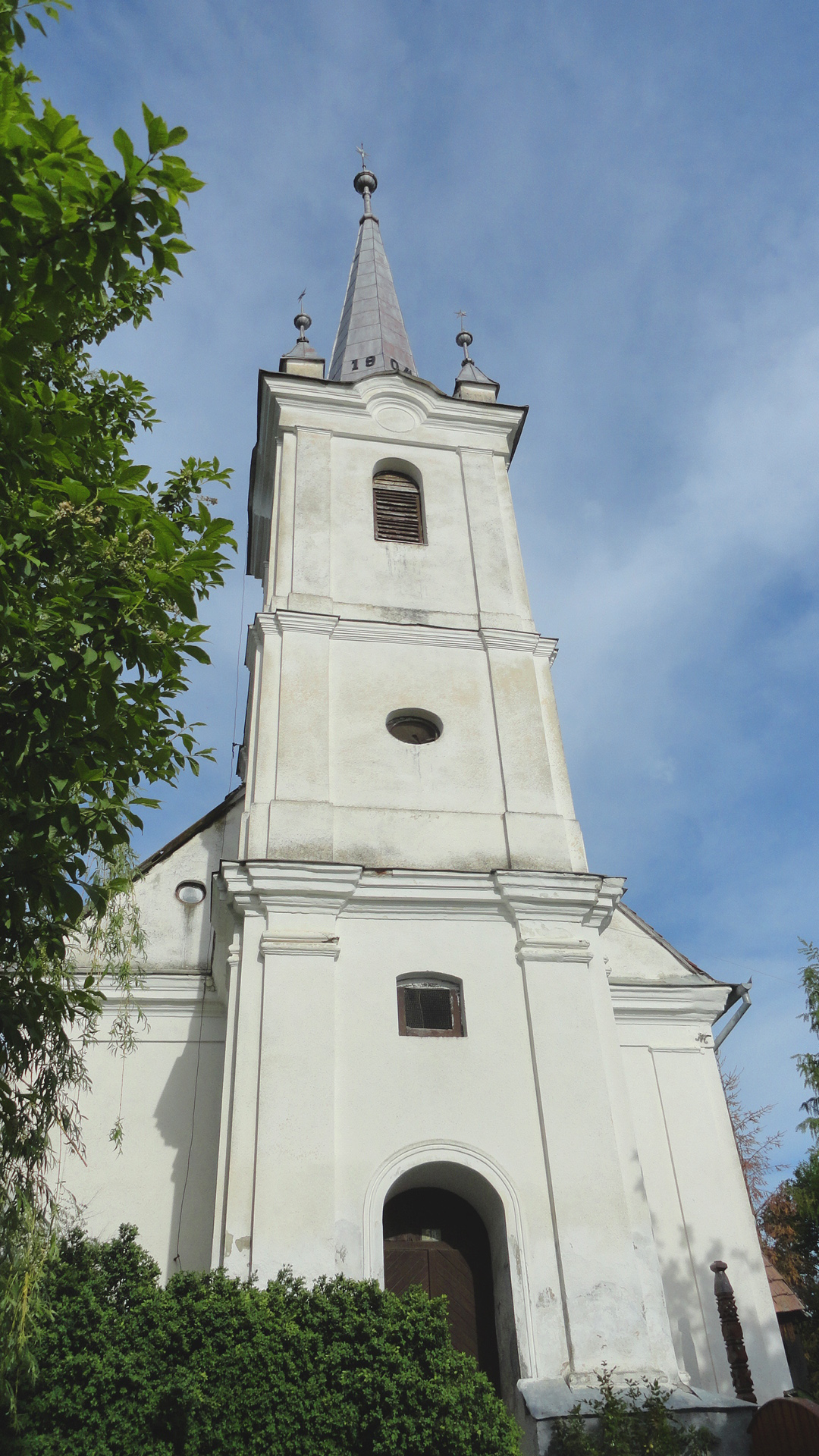
A református templom
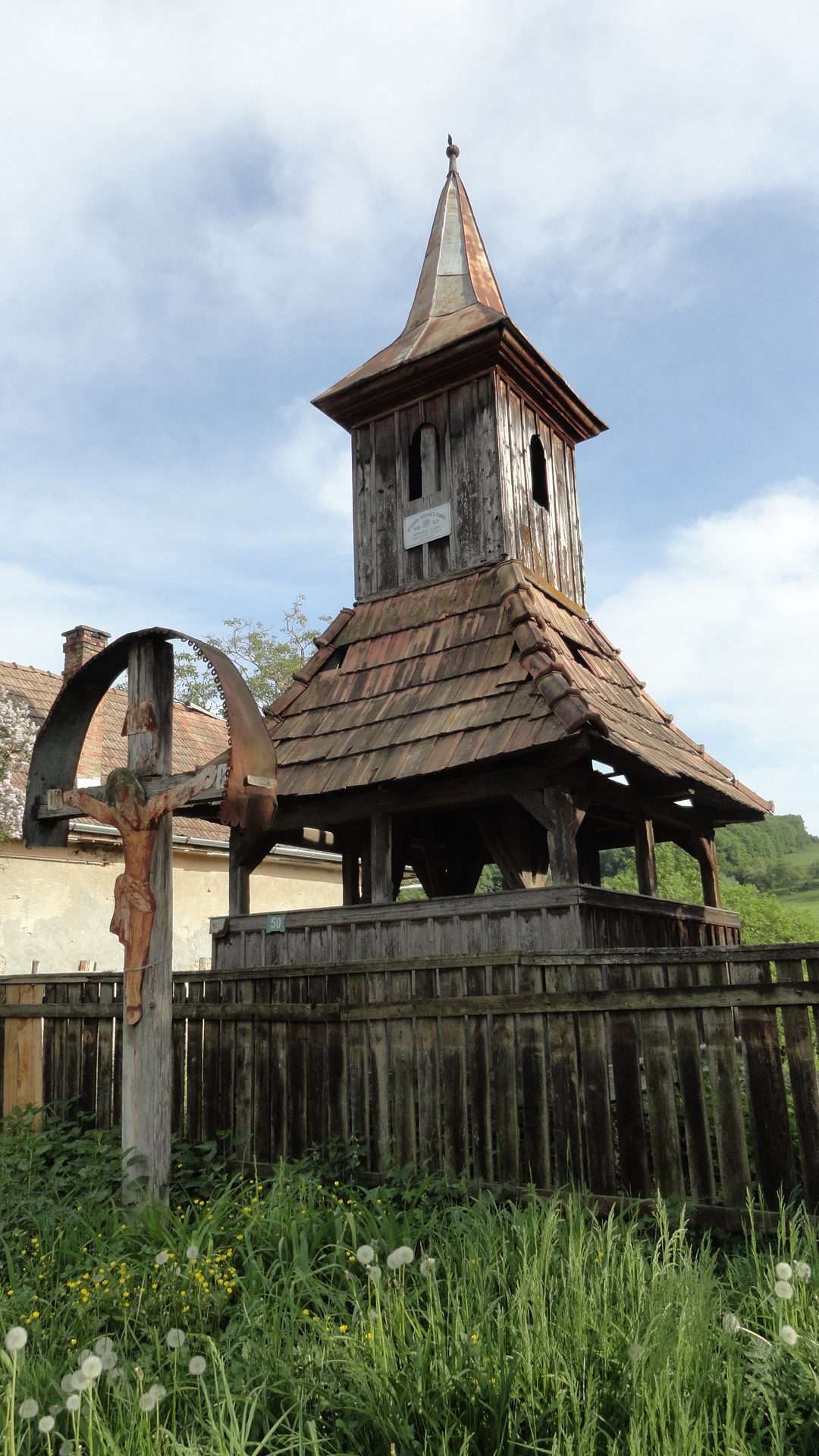
Az ortodox harangláb